# Revolta de Khmelnitski
Revolta de Khmelnitski (também Revolta de Khmelnytskyi, ou Rebelião de Chmielnicki na grafia polonesa) foi uma guerra civil na República das Duas Nações nos anos 1648–1654. Foi empreendida entre as forças leais à República e os Cossacos ucranianos comandados por Bogdan Khmelnitski. No final, a República não só perdeu parte de seu território para a Moscóvia, mas ficou enfraquecida, o que possibilitou a invasão pela Suécia: O Dilúvio.

## Prelúdio para a Revolta
Durante séculos depois da criação da República, o povo ortodoxo da Rutênia sentia-se oprimido pela szlachta polonesa, padres católicos e comerciantes judeus[carece de fontes?]. Embora a nobreza ruteniana gozasse de plenos direitos, eles rapidamente absorveram a cultura polonesa e se tornaram alienados das pessoas comuns; o advento da Contra-Reforma piorou o relacionamento entre as igrejas ortodoxas e católicas. Pouco dispostos a prestarem atenção a detalhes de sua administração, os magnatas poloneses frequentemente faziam os comerciantes judeus de seus intermediários nas transações com os camponeses da Ucrânia. Os magnatas, para não terem muita preocupação com a tarefa de arrendamento de suas terras e coleta de impostos, vendiam ou alugavam esses privilégios aos judeus por um valor bruto, os judeus então ao exercerem essas funções acabaram tornando-se objetos de rancor para os oprimidos e resignados camponeses.

## O papel de Khmelnitski

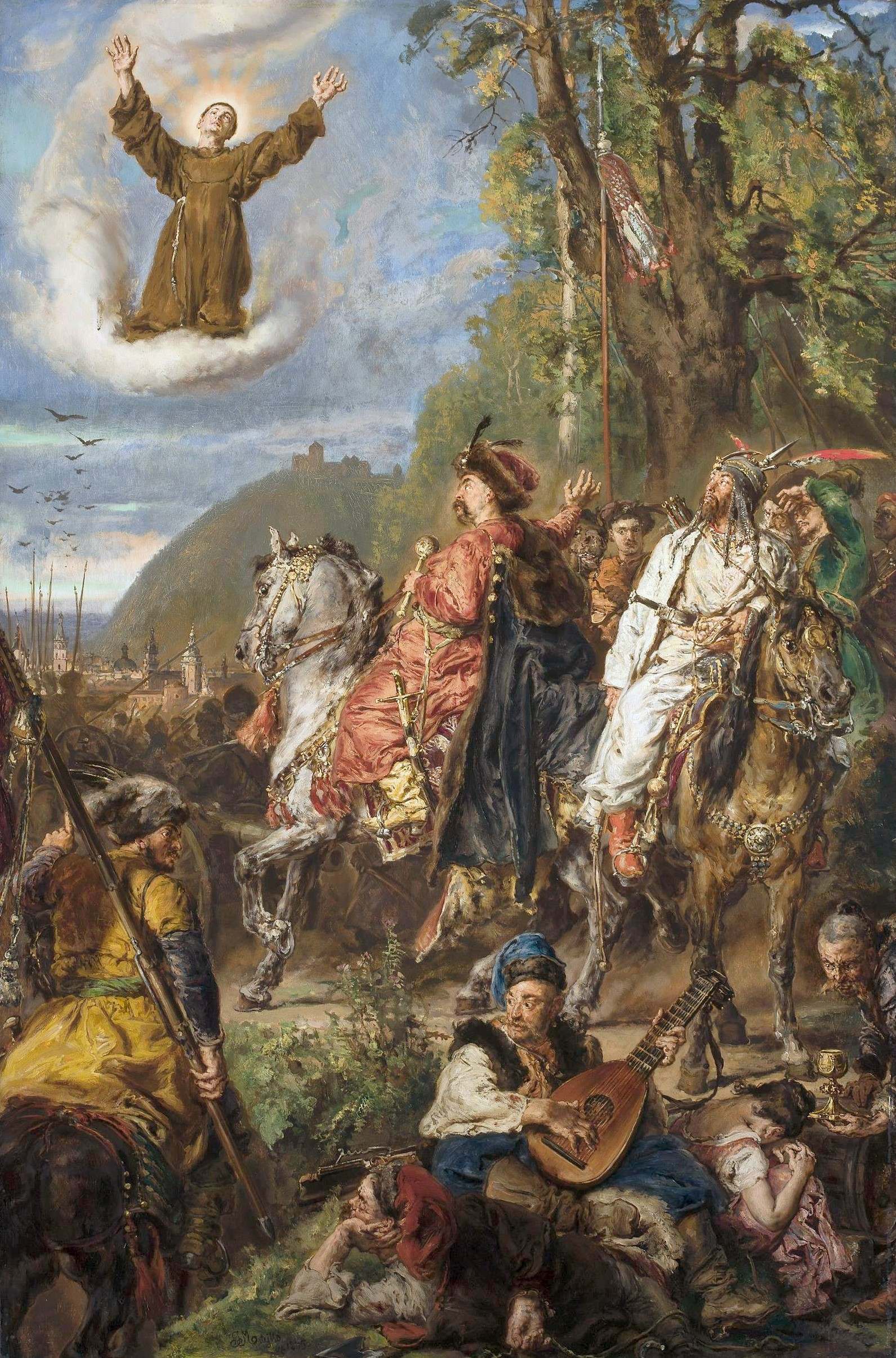
" Bogdan Khmelnitski (à esquerda) com Toğay bey (à direita) em Lwów", óleo sobre tela de Jan Matejko, 1885, Museu Nacional em Varsóvia. Revolta de Khmelnitski 1648-1654.

Apesar de o ressentimento pessoal de Khmelnitski ter influenciado na sua decisão de libertar a Ucrânia dos poloneses, magnatas rutenianos e judeus, parece que sua ambição em tornar-se o governante da Ucrânia foi o principal motivo que o levou a instigar uma revolta do povo ruteniano contra eles, conhecida após ele como a Revolta de Khmelnitski.
Em poucos meses, quase todos os nobres poloneses, funcionários e padres tinham sido exterminados ou expulsos da Ucrânia. As perdas judias foram especialmente mais pesadas porque eles eram os mais numerosos e acessíveis representantes do regime da szlachta. Khmelnitski dizia à população que os poloneses os tinham vendido como escravos e os entregue "nas mãos dos amaldiçoados judeus”. Com isso como justificativa para a revolta, os cossacos mataram um grande número de judeus durante os anos de 1648–1649. O número preciso de mortes nunca foi conhecido, mas a diminuição da população judia durante aquele período é estimada em um mínimo de 10.000 a 50.000: 300 comunidades judias foram totalmente destruídas. A população da República perdeu na Revolta cerca de um milhão de cidadãos. Em represália, muitos milhares de cossacos e camponeses que os apoiaram também foram mortos.

## A Revolta
Estes eventos iniciaram uma série de campanhas (que coincidiram com o período na história polonesa conhecido como O Dilúvio, uma invasão sueca da República das Duas Nações) que temporariamente libertaram a Ucrânia do domínio polonês, mas em pouco tempo a sujeitou ao domínio russo. O sucesso das batalhas de Jovti Vodi, Batalha de Korsun e Batalha de Pilavtsi (respetivamente, em polonês: Żółte Wody, Korsuń e Piławce) contra o Hetman Mikołaj Potocki comandadas por Khmelnitski foram indenizadas pelo rei polonês e os cossacos ganharam numerosos privilégios com o Tratado de Zborov. Porém, quando as hostilidades recomeçaram, as forças de Khmelnitski foram traídas por seus antigos aliados, os Tártaros da Crimeia, sofrendo uma grande derrota em 1651 na Batalha de Beresteczko e foram forçados em Bila Tserkva (Biała Cerkiew) a aceitar um tratado como perdedores. Um ano depois, os cossacos tiveram sua vingança na Batalha de Batoh.

## As consequências
Enfraquecido pelas guerras, em 1654 Khmelnitski convenceu os cossacos a se aliarem ao tsar russo no Tratado de Pereyaslav que levou a formação de um estado independente ucraniano, porém manter-se-ia como um satélite do Império Russo. Embora a República tentasse recuperar a influência sobre os cossacos até ao final do século XVII (como por exemplo, por ocasião do Tratado de Hadiach de 1658), os novos assuntos cossacos se tornaram cada vez mais leais a Moscóvia. Com a República tornando-se cada vez mais fraca, os cossacos se tornaram cada vez mais integrados ao Império Russo, com sua autonomia sendo negociada a níveis privilegiados. Quando as partições da Polônia encerraram a existência da República das Duas Nações em 1795, muitos cossacos já tinham deixado a Ucrânia para colonizar a região do rio Kuban.